# Carl Johan Bernadotte
Carl Johan Arthur Bernadotte (Stockholm, 1916. október 31. – Ängelholm, 2012. május 5.), volt svéd herceg, a svéd királyi család legidősebb élő tagja volt 2012-ig, Wisborg grófja.

## Élete
VI. Gusztáv Adolf svéd király (1882–1973) és Margit connaughti hercegnő (1882–1920) fia, Gusztáv Adolf svéd herceg (1906–1947), Bernadotte Sigvard wisborgi gróf (1907–2002), Ingrid hercegnő (1911–2000) és Bertil svéd herceg (1912–1997) öccse. Ő volt XVI. Károly Gusztáv svéd király nagybátyja, II. Margit dán királynő anyai nagybátyja, Viktória brit királynő utolsó dédunokája.

## A herceg
1920-ban, még csak éves 3 és fél évesen, Carl Johan és testvérei elvesztették az anyjukat. Ez nemcsak neki fájt, hanem a jövendő királynének, Lujza hercegnőnek is, aki népszerű lett azzal, hogy a modern elképzeléseket behozta a családba és egy valóban szép családi képet mutatott fel. Margit királyné halála után nem beszéltek a családban róla, emiatt Carl Johan a legtöbb emlékét elveszítette édesanyjáról. Az egyetlen, aki megpróbált beszélni vele és testvéreivel róla, a trónörökösnő udvarhölgyeinek egyike, Stina Reuterswärd volt. Csak három évvel anyjuk halála után nősült újra az apjuk Lujza hercegnővel (azaz Lady Louise Mountbattennel), a brit királyi család másik tagjával.
Carl Johan előbb a királyi palotába járt iskolába, egy kis osztályba kiválasztott diáktársakkal, majd tanulmányait a Lundberg bentlakásos iskolában folytatta Värmlandban, Svédország nyugati részén.
Carl Johan Bernadotte 1935-ben tette le az érettségit, majd a hadsereghez került. A gyalogságnál és a lovasságnál szolgált a második világháború idején, emelkedett a ranglétrán, előbb hadnagy volt, majd százados. A háború alatt, Carl Johan egy páncélos hadosztály aktív szolgálatban lévő tagja volt, de a béke után tartalékos lett, és a katonaságot 1948-ban elhagyta.
Katonai szolgálatával párhuzamosan a mai Stockholmi Egyetemen is tanult, órákat vesz, célja a Master of Political Science elérése, és tanulmányai alatt és után a külügyminisztériumban is aktív volt. Politológiai tanulmányait azonban - melyeket a Stockholmi Egyetemen kezdett el a háború előtt - soha nem fejezte be.
Carl Johan Bernadotte 1944-ben érdeklődéssel fordult a magyar politikai események iránt is és házigazdája volt Ullein-Reviczky Antal és a szövetséges hatalmak első találkozójának, bár az inkább "társadalmi jellegű" volt, ráadásul Ullein-Reviczky Antal személy szerint az angol követtel akarta felvenni a kapcsolatot: "Az első találkozóra valamikor május elején került sor, mégpedig a királyi palotában egy vacsorán, amelyre Ullein-Reviczkyt kérésemre Carl Johan herceg, a király legfiatalabb unokája hívta meg, hogy Sir Victor Mailetten kívül Herschel Johnson-nal, az amerikai követtel és Szemjonov szovjet ügyvivővel is megismerkedhessek. Carl Johan abban az időben szoros társadalmi kapcsolatokat tartott fenn a szövetséges hatalmak diplomáciai testületének a tagjaival, és a magyar ügyek iránt is meleg érdeklődést tanúsított."
Gellért Andor is megtapasztalta az ő segítségét: "Ezenkívül a technikai lehetőségek is meg voltak a tárgyalások indítására, amennyiben több csatornán keresztül is közvetett kapcsolataink voltak stockholmi szovjet körökkel. Ezek egyike a svéd szociáldemokrata párt volt, amelynek több tagja állandó kapcsolatban állt a szovjet követséggel, a másik a svéd uralkodó ház előbb említett tagjából állt, akihez szoros személyi kapcsolatok fűztek és aki sűrűn érintkezett a szövetséges hatalmak Stockholmban lévő diplomatáival.  Az illető több ízben is felajánlotta segítségét s baráti körében gyakran alkalmam volt találkozni a szovjet követség tagjaival, jóllehet ezek a találkozók magánjellegűek voltak."
Ullein-Reviczky Antal sem felejtette el személyét később sem. Ezt írta követi megbízatása alóli felmentése utáni korszakáról: "Így hát ugyanúgy, mint azelőtt, bejárásom volt a külügyminisztériumba és a királyi palotába. Mindig hálásan fogok visszagondolni Károly János hercegre, a svéd királyi ház tagjára (ma az Egyesült Államokban él Bernadotte néven, miután összeházasodott egyik bájos svéd barátnőnkkel), aki disszidálásom után néhány héttel vacsorát rendezett a királyi palotában, hogy összeismertessen a szövetséges nagyhatalmak képviselőivel. Minthogy rajtunk kívül csak én voltam jelen, nehéz lett volna más magyarázatot adni e kezdeményezésre.
Én el voltam ragadtatva, hogy disszidensként immár más társaságba járhatok, hisz mi sem volt kínosabb számomra hivatalos működésem alatt, mint hogy engem is a tengely táborába soroltak, amelyhez igazán semmi közöm nem volt.”
23. születésnapján, 1939-ben, Carl Johan találkozott a nővel egy elegáns stockholmi étteremben, aki később az első felesége lett (A „The New Yorker”-nek 1951-ben Bernadotte felesége azt mondta, két nap volt egy évben, amikor a svédek hajlamosak voltak az öngyilkosságra: szenteste és nyári napforduló. „Én a férjemmel egy ilyen öngyilkos estén találkoztam” – mondta. „Mindketten egy közös barátot kerestünk, aki öngyilkos lett.”). Elin Kerstin Margaretha Wijkmarknak hívták. Apja a teológiai tudományok doktora volt, ő maga pedig az első férjétől már elvált és stockholmi újságíróként és magazinszerkesztőként nagyvilági életet élt. Társadalmi körei, mely keveréke volt a felsőosztály köreinek a szórakoztatásban és a művészetben mindenféle elfogadott és híres emberekkel, egy egészen új világot nyitott meg Carl Johan előtt, aki addig egy jól behatárolható életet élt, mint herceg. Kapcsolatuk  azonban nem talált kedvező fogadtatásra az udvari köröknél és a herceg nagyapjánál, apjánál és a királyi udvar magas rangú tagjai mindent megtettek azért, hogy elkerüljék ezt a házasságot.
Hatéves kapcsolat után, 1945. május 21-én Carl Johan herceg és Kerstin Wijkmark bejelentették eljegyzésüket a sajtónak (nem az udvar által, persze).
Bernadotte 1946. február 19-én New Yorkban feleségül vette a vele nem egyenrangú nőt. A pár Manhattanban a Riverside templomban házasodott össze és a „21” Clubban tartották a fogadást. Bernadotte családjából csak egy személy gratulált neki: Vilmos svéd királyi herceg, Bernadotte nagybátyja. Három nap múlva az Államtanács Stockholmban jóváhagyta a hivatalos rendeletet Carl Johan címeinek és rangjainak megszüntetéséről, ezzel megszűnt hercegi címe és trónöröklési joga.
A királyi családban egyébként korántsem volt szokatlan, hogy közemberrel összeházasodtak. 1888-ban Bernadotte nagybácsija házasodott össze egy közemberrel és ő is elvesztette a hercegi címét.1932-ben Bernadotte unokatestvére, Lennart, 1934-ben testvére, Sigvard is a közemberrel való házassága miatt veszítette el a hercegi címét. Bernadotte gróf bátyja, Bertil, pedig több mint 30 évig viszonyt folytatott egy közemberrel. Az évek múlásával azonban senki sem törődött sokat azzal, hogy ők egybekeltek.

## Közemberként, majd grófként
Öt évig New Yorkban éltek, ahol Bernadotte egy angol-skandináv vállalatnál, egy skandináv cégnél dolgozott.
Ő és felesége a világtól elvonultan élő Greta Garbo barátságát is elnyerték, akivel a francia Rivierán találkoztak össze 1950 körül. Kerstin Bernadotte elkísérte Garbót a hosszú sétáira. Különböző alkalmakkor Greta Garbo azt is megengedte, hogy háziasszonyával fotózzák, nem tudván, hogy ő újságíró volt. Nem örült, amikor ennek eredményei megjelentek a "Ladies' Home Journal"-ban 1976-ban. Elkeseredett, soha többé nem tért vissza Garbo Svédországba. Mindazonáltal Carl Johan Bernadotte és második felesége részt vett a színésznő gyászszertartásán Svédországban.
1951-ben Sarolta luxemburgi nagyhercegnő által Bernadotte megkapta Wisborg grófja címet. Elin Kerstin Margaretha Wijkmark 1987-ben meghalt, egy év múlva Koppenhágában 1988. szeptember 29-én feleségül vette Gunnila Märtha Louise Wachtmeister af Johannishust (Stockholm , 1923. május 12. –), Nils Wachtmeister af Johannishus gróf és Marta de Geer af Leufsta bárónő leányát.
Bernadotte örökbe fogadott két gyermeket is, Monica Kristina Margaretha Bernadotte-ot és Carl Christian Henning Bernadotte-ot.

### Címei a születésétől a haláláig
- Ő Királyi Fensége Carl Johan  svéd herceg, Dalarna hercege (1916. október 31.–1946. február 19.)
- Őexcellenciája Carl Johan Bernadotte (1946. február 19.–1951. július 2.)
- Őexcellenciája Carl Johan Bernadotte, Wisborg grófja (1951. július 2.–2012. május 5.)